# Eleonora z Hartigu
Marie Eleonora z Hartigu (německy Maria Eleonore Gräfin von Hartig, 19. února 1764 – 6. února 1818) byla česká hraběnka původem ze šlechtického rodu Colloredů.

## Život
Narodila se jako Marie Eleonora z Colloredo-Waldsee dcera hraběte Františka z Colloredo-Waldsee a Marie Eleonory Bruntálské z Vrbna. Hraběnka Eleonora byla vynikající hudebnicí, zejména klavíristkou. Studovala hudbu u českého virtuosa Jana Křtitele Kuchaře.
10. září 1783 se vdala za hraběte Františka Antonína z Hartigu (1758–1797), diplomata, skutečného tajného radu, komořího a také historika a básníka, s nímž přivedla na svět 4 děti. Nejznámějším z nich se stal František de Paula z Hartigu (1789–1865), politik a publicista, který publikoval pod pseudonymem Gotthelf Zurecht.
Po 14 letech manželství hraběnka Eleonora ovdověla a svého muže přežila o 21 let.